# 26295 Vilardi
26295 Vilardi è un asteroide della fascia principale. Scoperto nel 1998, presenta un'orbita caratterizzata da un semiasse maggiore pari a 2,3978449 UA e da un'eccentricità di 0,1860788, inclinata di 2,90446° rispetto all'eclittica.